# Aunou-sur-Orne
Aunou-sur-Orne é uma comuna francesa na região administrativa da Normandia, no departamento Orne. Estende-se por uma área de 18,36 km². Em 2010 a comuna tinha 272 habitantes (densidade: 14,8 hab./km²).